# Midnight Circus
Midnight Circus는 써니힐의 미니앨범이다. 5월30일 가인이 출연한 1차 티져가 공개되었고 이어 6월1일 아이유 2차 티져가 공개되었으며 2011년 6월 3일 앨범이 공개되었다

## 특징
- 타이틀 곡은 Midnight Circus이다
- 애시드 재즈 댄스곡으로 악기의 사운드가 풍성한 곡이다
- 미성.코타 합류 후 첫 써니힐 앨범이다[4]
- 남성 멤버인 장현은 음악방송 무대에 오르지 않았다[5]
- 타이틀 곡 Midnight Circus를 재생 시켰을 때 2:20 부분 알아 들을 수 없는 나레이션이 깔리는데 백마스킹 기법이 쓰인 파트이다 이 부분만 거꾸로 돌리면 "보이지 않아도 희망은 왜 이리 잘 팔리나 화려한 거짓된 소리에 나는 또 왜 끌리나" 이다
- 뮤직비디오에는 그룹 비스트의 멤버 이기광이 출연하였다

## 트랙리스트

### Midnight Circus
| #  | 제목                              | 작사       | 작곡                    | 재생 시간 |
| -- | --------------------------------- | ---------- | ----------------------- | --------- |
| 1. | 〈Girl with a Accordion (Intro)〉 |            | 박종훈                  | 1:07      |
| 2. | 〈꼭두각시〉                      | 미성,장현  | 장현                    | 3:56      |
| 3. | 〈Midnight Circus〉               | 김이나     | 이민수                  | 3:30      |
| 4. | 〈Let's Talk About (Feat. 지아)〉 | 미성, 코타 | 미성, 코타, saintbinary | 3:29      |
| 5. | 〈기도 (Preview)〉                | 디데이     | KZ                      | 0:57      |
| 6. | 〈Midnight Circus (inst)〉        |            | 이민수                  | 3:28      |

## Yutube 영상
- 써니힐 (SunnyHill)_Midnight Circus Teaser - 가인
- 써니힐 (SunnyHill)_Midnight Circus Teaser 2 - 아이유
- 써니힐 (SunnyHill)_Midnight Circus - MV